# Liste de peintures d'Ilia Répine
Liste chronologique de peintures d'Ilia Répine (1844-1930).

## Première période pétersbourgeoise (1863-1871)
| Image | Thème          | Titre                                                 | Date      | Technique       | Dimensions   | Lieu de Conservation                   | Référence   |
| ----- | -------------- | ----------------------------------------------------- | --------- | --------------- | ------------ | -------------------------------------- | ----------- |
|       | Portrait       | Portrait de Tatania Stepanovna, mère de l'artiste     | 1867      | huile sur toile | 64 × 50 cm   | Galerie nationale de Prague            | Art-catalog |
|       | Portrait       | Portrait de Vera Shevtsova, future femme de l'artiste | 1869      | huile sur toile | 83 × 67 cm   | Musée russe, Saint-Petersbourg         | Rusmuseum   |
|       | Scène de genre | Haleurs de barges sur la Volga                        | 1870-1873 | huile sur toile | 131 × 281 cm | Palais Mikhaïlovski, Saint-Petersbourg | Rusmuseum   |
|       | Portrait       | Les Compositeurs slaves                               | 1872      | huile sur toile | 198 × 393 cm | Conservatoire Tchaïkovski de Moscou    | Arthive     |

## Voyages à l'étranger (1873-1876)
| Image | Thème          | Titre                                                          | Date | Technique       | Dimensions   | Lieu de Conservation           | Référence            |
| ----- | -------------- | -------------------------------------------------------------- | ---- | --------------- | ------------ | ------------------------------ | -------------------- |
|       | Portrait       | Portrait d'Ivan Tourgueniev                                    | 1874 | huile sur toile | 116 × 89 cm  | Galerie Tretiakov, Moscou      | Arthive              |
|       | Portrait       | Portrait de Vera Repine, femme de l'artiste                    | 1876 | huile sur toile | 59 × 49 cm   | Musée russe, Saint-Petersbourg | Rusmuseum            |
|       | Littéraire     | Sadko                                                          | 1876 | huile sur toile | 230 × 322 cm | Musée russe, Saint-Petersbourg | Google Arts          |
|       | Scène de genre | Femme s'appuyant sur une chaise Esquisse pour Un café parisien | 1875 | huile sur toile | 40 × 26 cm   | Collection privée              | Arthive              |
|       | Scène de genre | Un Café parisien                                               | 1875 | huile sur toile | 121 × 192 cm | Collection privée, Vente 2011  | Catalogue Christie's |

## Période moscovite (1877-1882)
| Image | Thème          | Titre                                                                      | Date      | Technique       | Dimensions   | Lieu de Conservation               | Référence           |
| ----- | -------------- | -------------------------------------------------------------------------- | --------- | --------------- | ------------ | ---------------------------------- | ------------------- |
|       | Portrait       | Portrait d'un archidiacre                                                  | 1877      | huile sur toile | 125 × 97 cm  | Galerie Tretiakov, Moscou          | Musée               |
|       | Portrait       | Portrait de la femme de l'artiste, Vera Repine                             | 1878      | huile sur toile | 101 × 82 cm  | Collection privée, Vente 2011      | Catalogue Sotheby's |
|       | Portrait       | Autoportrait                                                               | 1878      | huile sur toile | 60 × 49 cm   | Musée russe, Saint-Petersbourg     | Musée               |
|       | Portrait       | Portrait du père de l'artiste E.V. Repin                                   | 1879      | huile sur toile | 89 × 70 cm   | Musée russe, Saint-Petersbourg     | art-catalog         |
|       | Histoire       | La Princesse Sofya Alekseevna en prison en 1698                            | 1879      | huile sur toile | 204 × 147 cm | Galerie Tretiakov, Moscou          | Catalogue d'Etat    |
|       | Histoire       | Maison paysanne ukrainienne                                                | 1880      | huile sur toile | 34 × 52 cm   | Musée national de peinture de Kiev | Musée               |
|       | Histoire       | Les Cosaques zaporogues écrivant une lettre au sultan de Turquie           | 1880-1891 | huile sur toile | 203 × 358 cm | Musée russe, Saint-Petersbourg     | Musée               |
|       | Scène de genre | Procession religieuse dans la province de Koursk                           | 1880-1883 | huile sur toile | 175 × 58 cm  | Galerie Tretiakov, Moscou          | Arthive             |
|       | Scène de genre | Commémoration annuelle au mur des Communards du Cimetière du Père-Lachaise | 1883      | huile sur toile | 37 × 60 cm   | Galerie Tretiakov, Moscou          | Arthive             |
|       | Scène de genre | Portrait du compositeur Modeste Moussorgski                                | 1881      | huile sur toile | 72 × 280 cm  | Galerie Tretiakov, Moscou          | Catalogue d'Etat    |
|       | Scène de genre | Le Repos, Portrait de V.A. Repine, la femme de l'artiste                   | 1882      | huile sur toile | 94 × 143 cm  | Galerie Tretiakov, Moscou          | Musée               |
|       | Portrait       | Libellule, Portrait de V.I. Repine, fille de l'artiste                     | 1882      | huile sur toile | 111 × 84 cm  | Galerie Tretiakov, Moscou          | Catalogue d'Etat    |

## Seconde période pétersbourgeoise (1882 – 1900)
| Image | Thème          | Titre                                                                                      | Date      | Technique        | Dimensions    | Lieu de Conservation                          | Référence        |
| ----- | -------------- | ------------------------------------------------------------------------------------------ | --------- | ---------------- | ------------- | --------------------------------------------- | ---------------- |
|       | Scène de genre | Visiteur inattendu                                                                         | 1883-1888 | huile sur toile  | 167 × 160 cm  | Galerie Tretiakov, Moscou                     | Musée            |
|       | Portrait       | Vsevolod Garchine (1855–1888)                                                              | 1884      | huile sur toile  | 89 × 69 cm    | Metropolitan Museum, New York                 | Musée            |
|       | Histoire       | Ivan le terrible et son fils Ivan le 16 novembre 1581                                      | 1885      | huile sur toile  | 199 × 254 cm  | Galerie Tretiakov, Moscou                     | Arthive          |
|       | Histoire       | Réception par Alexandre III des syndics de volosts dans la cour du palais Petrovski        | 1886      | huile sur toile  | 292 × 490 cm  | Galerie Tretiakov, Moscou                     |                  |
|       | Scène de genre | Laboureur. Léon Tolstoï labourant                                                          | 1887      | huile sur carton | 28 × 40 cm    | Galerie Tretiakov, Moscou                     | Arthive          |
|       | Portrait       | Autoportrait                                                                               | 1887      | huile sur toile  | 73 × 60 cm    | Galerie Tretiakov, Moscou                     | Arthive          |
|       | Religieux      | Nikolai Mirlikiyskii libère trois prisonniers innocents de la mort                         | 1888      | huile sur toile  | 215 × 196 cm  | Musée national de peinture de Kiev            | Arthive          |
|       | Portrait       | Portrait de Taras Chevtchenko                                                              | 1888      | huile sur toile  | 75 × 55 cm    | Musée russe, Saint-Petersbourg                | Art-catalog      |
|       | Portrait       | La Baronne Varvara Uexküll von Gyllenband                                                  | 1889      | huile sur toile  | 196 × 71 cm   | Galerie Tretiakov, Moscou                     | Catalogue d'Etat |
|       | Portrait       | Portrait de Sophia Dragomirova                                                             | 1889      | huile sur toile  | 98 × 78 cm    | Palais Mikhaïlovski, Saint-Petersbourg        | Rusmuseum        |
|       | Portrait       | Portrait de l'artiste Ielizaveta Zvantseva                                                 | 1889      | huile sur toile  | 89 × 69 cm    | Musée d'Art Ateneum , Helsinki                | Musée            |
|       | Portrait       | Portrait de la comtesse Louisa de Mercy-Argenteau                                          | 1890      | huile sur toile  | 86,5 × 108 cm | Galerie Tretiakov, Moscou                     |                  |
|       | Portrait       | Bouquet d'automne, Portrait de V.I. Repine, fille de l'artiste                             | 1892      | huile sur toile  | 67 × 114 cm   | Galerie Tretiakov, Moscou                     | Musée            |
|       | Portrait       | Tatiana Soukhotina-Tolstaïa                                                                | 1893      | huile sur toile  | 67 × 114 cm   | Musée-Domaine de Léon Tolstoï Iasnaïa Poliana | Catalogue d'Etat |
|       | Portrait       | Autoportrait                                                                               | 1894      | huile sur toile  | 90 × 63 cm    | Musée-Domaine de Léon Tolstoï Iasnaïa Poliana | Arthive          |
|       | Portrait       | Modèle nu (de dos)                                                                         | 1896      | huile sur toile  | 179 × 88 cm   | Galerie Tretiakov, Moscou                     | Catalogue d'Etat |
|       | Portrait       | Portrait de la comtesse Natalia Petrovna Golovina, Goloshchapova dans son deuxième mariage | 1896      | huile sur toile  | 90 × 59 cm    | Palais Mikhaïlovski, Saint-Petersbourg        | Rusmuseum        |
|       | Portrait       | Portrait de l'écrivaine Natalia Nordman-Severova                                           | 1900      | huile sur toile  | 147 × 72 cm   | Musée d'Art Ateneum, Helsinki                 | Musée            |

## Kuokkala (1900-1930)
| Image | Thème          | Titre                                                                            | Date      | Technique          | Dimensions   | Lieu de Conservation                   | Référence               |
| ----- | -------------- | -------------------------------------------------------------------------------- | --------- | ------------------ | ------------ | -------------------------------------- | ----------------------- |
|       | Portrait       | Portrait posthume de P. M. Tretiakov                                             | 1901      | huile sur toile    | 111 × 134 cm | Palais Mikhaïlovski, Saint-Petersbourg | Musée                   |
|       | Histoire       | Session protocolaire du Conseil d'État pour marquer son centenaire le 7 mai 1901 | 1903      | huile sur toile    | 400 × 877 cm | Musée russe, Saint-Petersbourg         | Musée                   |
|       | Portrait       | Autoportrait avec Natalia Nordman-Severova                                       | 1903      | huile sur toile    | 78 × 130 cm  | Musée d'Art Ateneum, Helsinki          | Musée                   |
|       | Portrait       | Autoportrait au travail                                                          | 1915      | huile sur toile    | 125 × 94 cm  | Palais Kinský (Prague)                 | Arthive                 |
|       | Portrait       | Marianne von Werefkin                                                            | 1916      | huile sur toile    | 65 × 57 cm   | Galerie nationale d'Art de Perm        | Russian Museum          |
|       | Portrait       | Le Déserteur                                                                     | 1917      | huile sur linoléum | 43 × 31 cm   | Musée d'art de Vitebsk                 | Arthive                 |
|       | Portrait       | Portrait d'A. F. Kerensky                                                        | 1918      | huile sur linoléum | 116 × 85 cm  | collection privée                      | Arthive                 |
|       | Portrait       | Autoportrait                                                                     | 1920      | huile sur linoléum | 75 × 94 cm   | Les Pénates                            | Ouvrage                 |
|       | Scène de genre | Le Gopak. Danse des cosaques zaporogues                                          | 1926-1930 | huile sur linoleum | 174 × 210 cm | Myra Collection                        | Exposition Petit Palais |